# Amerikai mesterszakács
Az Amerikai mesterszakács (eredeti címén: MasterChef) amerikai amatőr és otthoni szakácsoknak rendezett főzőversenyt bemutató televízióműsor. Elindítója, egyik zsűritagja és társproducere Gordon Ramsay. A műsorban kieséses rendszerben mérkőznek meg egymással a jelöltek, adásról adásra csökkenő létszámban. Képességeiket háromtagú zsűri vizsgálja, úgy, hogy különféle kihívások elé állítja őket. Léteznek egyéni és csapatkihívások.
A premieradást 2010. július 27-én sugározták a Fox csatornán. A 2011-es második és a 2012-es harmadik évadot követően a negyedik évadot az Egyesült Államokban 2013 májusában tervezik műsorra tűzni. A műsort 2012-től a Shine America produkciós társaság gyártja, Magyarországon a Viasat 3 sugározta.

## Formátum
Az Amerikai mesterszakácshoz hasonló típusú műsorok korábban számos változatban készültek Angliában, a legkorábbi 1990-ben. 2009-ben debütált az ausztrál változat, amely nagy sikert aratott. Az Amerikai mesterszakács részleteiben, a műsor tematikájában főleg az ausztrál változatra épít. A zsűri tagjai az étteremtulajdonosként, televíziós személyiségként és mesterszakácsként ismert Gordon Ramsay, az étterem- és borászattulajdonos  Joe Bastianich és a mesterszakács, Graham Elliot.

## Kihívások

### Selejtező
Az ország minden részéből jelentkező jelöltek közül százat választanak ki arra, hogy a védjegyüket jelképező kedvenc ételüket elkészítsék a zsűri részére. A bírák megkóstolják az ételeket és elmondják a véleményüket, mielőtt igennel vagy nemmel szavaznak. A továbbjutást jelentő fehér kötény elnyeréséhez két igen szavazat szükséges.

### Az első próba
A továbbjutó jelöltek a következő körben két kihívásnak igyekeznek megfelelni. Az elsőben minden jelöltnek teljesítenie kell egy tipikus konyhai feladatot, például hagymát kell pucolniuk és felvágniuk, vagy almát szeletelniük.  A feladat  végrehajtása közben a rosszul teljesítőket kizárják. A továbbjutók a következő körben innovációs kihívásnak kell megfelelniük: kapnak egy témát, és 30 perc áll rendelkezésükre egy olyan étel elkészítésére, amely ehhez a témához illik. Bármilyen hozzávalót felhasználhatnak a feladat teljesítése közben. Az ételek mindegyikét értékelik a bírák íz, megjelenés és ötletesség alapján. A harmadik évadtól kezdve ebben a körben csak az innovációs kihívást tartották meg a műsor szerkesztői.

### Meglepetéscsomag
A meglepetéscsomag teszt keretében a versenyzők egy zárt dobozban kapnak különféle hozzávalókat, amelyekből – tetszés szerint felhasználva vagy kihagyva egyes hozzávalókat – egy ételt kell készíteniük. Az ételek elkészülte után a bírák hármat választanak ki kóstolásra. A győztes először választhat hozzávalót a kiesés próbáján.

### A kiesés próbája
Ebben a kihívásban a meglepetésdoboz verseny győztese először választhatja ki elkészítendő étel fő összetevőjét, amely választás a többi résztvevő számára is kötelező lesz. A harmadik évadban ennek a kihívásnak több változata is előfordult, például immunitást, vagy bizonyos összetevőket lehet átadni valamelyik versenyzőnek. A bírák minden ételt megkóstolnak, és a legkevésbé sikeres versenyző kiesik. Több sikertelen versenyző is kieshet egy-egy körben.

### Csapatverseny külső helyszíneken
Ezekben a versenyekben a résztvevőket két egyenlő létszámú csapatra osztják (kék és vörös). A csapatoknak ugyanazt a feladatot kell végrehajtaniuk, például működtetni egy éttermet, vagy főzni egy esküvőn. A feladat végrehajtása után ismertetik a csapatokkal a végeredményt, amely általában a megvendégeltek szavazatainak megszámlálásán alapszik. A vesztes csapat tagjai egy kieséses versenyben vesznek részt, amelyet az utolsó esély próbájának neveznek.

### Az utolsó esély próbája
Ezen a teszten azok vesznek részt, amelyek valamelyik korábbi kihíváson elbuktak, például a három legrosszabbul teljesítő egy egyéni kihíváson, vagy a csapatversenyen vesztes csapat tagjai. A versenyzőknek meghatározott időn belül elkészíteniük egy ételt. Amikor elkészülnek, a bírák megkóstolják és értékelik az ételeket, majd kiszavaznak egy vagy több résztvevőt. A kiesett versenyzőknek le kell venniük a kötényüket mielőtt távoznak a játékból.

### Sztárszakács
A meghívott sztárszakács valamelyik korábbi kihívás nyertesével száll versenybe. Az elkészítendő étel receptjét a sztárszakács adja, a jelölt pedig előnyt kap: előbb kezdheti el készíteni az ételt, mint versenytársa. A rendelkezése álló idő letelte után a bírák egyfajta vakteszten értékelik az eredményt, nem tudhatják melyik alkotás kitől származik. Ha a játékos jobb eredményt ér el, mint a sztárszakács, akkor védettséget kap a következő kieséses kihívásra. Ilyen, sztárszakács típusú megmérettetésre csak egyszer volt példa a műsor első három évadában.

## Évadok
| #  | Epizódok | Versenyzők száma | Évadpremier      | Évadfinálé           | Első helyezett      | Második helyezett             | Zsűri                                      |
| -- | -------- | ---------------- | ---------------- | -------------------- | ------------------- | ----------------------------- | ------------------------------------------ |
| 1  | 13       | 14               | 2010. július 27. | 2010. szeptember 5.  | Whitney Miller      | David Miller                  | Gordon Ramsay Graham Elliot Joe Bastianich |
| 2  | 20       | 18               | 2011. június 6.  | 2011. augusztus 16.  | Jennifer Behm       | Adrien Nieto                  | Gordon Ramsay Graham Elliot Joe Bastianich |
| 3  | 20       | 18               | 2012. június 4.  | 2012. szeptember 10. | Christine Hà        | Josh Marks                    | Gordon Ramsay Graham Elliot Joe Bastianich |
| 4  | 25       | 19               | 2013. május 22.  | 2013. szeptember 11. | Luca Manfè          | Natasha Crnjac                | Gordon Ramsay Graham Elliot Joe Bastianich |
| 5  | 19       | 22               | 2014. május 26.  | 2014. szeptember 15. | Courtney Lapresi    | Elizabeth Cauvel              | Gordon Ramsay Graham Elliot Joe Bastianich |
| 6  | 20       | 22               | 2015. május 20.  | 2015. szeptember 16. | Claudia Sandoval    | Derrick Peltz                 | Gordon Ramsay Graham Elliot Christina Tosi |
| 7  | 19       | 20               | 2016. június 1.  | 2016. szeptember 14. | Shaun O'Neale       | Brandi Mudd és David Williams | Gordon Ramsay Vendégzsűrik Christina Tosi  |
| 8  | 21       | 20               | 2017. május 31.  | 2017. szeptember 20. | Dino Angelo Luciano | Eboni Henry és Jason Wang     | Gordon Ramsay Aarón Sanchez Christina Tosi |
| 9  | 23       | 24               | 2018. május 30.  | 2018. szeptember 19. | Gerron Hurt         | Ashley Mincey és Cesar Cano   | Gordon Ramsay Aarón Sanchez Joe Bastianich |
| 10 | 25       | 20               | 2019. május 29.  | 2019. szeptember 18. | Dorian Hunter       | Sarah Faherty                 | Gordon Ramsay Aarón Sanchez Joe Bastianich |
| 11 | 18       | 15               | 2021. június 2.  | 2021. szeptember 15. | Kelsey Murphy       | Autumn Moretti és Suu Khin    | Gordon Ramsay Aarón Sanchez Joe Bastianich |

## Fogadtatás

### Kritikák
A premier epizód vegyes kritikákat kapott a jelentősebb lapokban és online újságokban. A kommentárok nagy részre szórakoztatónak írta le a műsort, de a túlzottan érzelmes jelenetek nem arattak sikert. A Los Angeles Timesban megjelent vélemény szerint a résztvevők háttértörténetei túl voltak dramatizálva. A Reutersben megjelent vélemény szerint a show nagyon szórakoztató volt a bírák személyiségének, valamint annak köszönhetően, hogy a készítők sikeresen mutatták be az erős érzelmi töltéssel rendelkező versenyzői háttértörténeteket. A The Globe and Mail szerint a műsor erőltetett szentimentalizmusa borzasztó - itt a versenyezők érzelmi reakcióira céloztak.
A műsor negatív kritikákat kapott akkor is, amikor a második évadban egy újságíró felfedezte, hogy a műsorkészítők hamisították a versenyre jelentkezők tömegének képét, azt sugallva, hogy több ezren várnak arra, hogy részt vehessenek a versenyben. A tömegről készült fényképeken jól látható, hogy egyes képszakaszok ismétlődnek.

### Nézettség
A 2010 nyarán adásba kerülő premier epizód nézettsége kiemelkedően jó volt. Az 5,75 millió néző ellenére az epizód nem tudta felülmúlni az azonos idősávban adásba kerülő versenytársait, kivéve a The CW csatornán vetített Derült égből család című sorozat ismétlését. 
A második epizódnak sikerült felülmúlnia az első epizódot, 5,9 millióan látták.
A harmadik epizódot látták a legtöbben (6,12 millió néző) 2010. augusztus 10-én, amely nézettség a harmadik helyhez volt elegendő az öt fő tévécsatorna versenyében; ez az epizód vezette fel a Pokol Konyhája aktuális évadának záróepizódját.

## Fordítás
Ez a szócikk részben vagy egészben  a   MasterChef (U.S. TV series) című angol Wikipédia-szócikk fordításán alapul.  Az eredeti cikk szerkesztőit annak laptörténete sorolja fel. Ez a jelzés csupán a megfogalmazás eredetét és a szerzői jogokat jelzi, nem szolgál a cikkben szereplő információk forrásmegjelöléseként.